# Andalucía Circuit
El Andalucía Circuit, conocido incorrectamente por su traducción como Circuito de Andalucía, es un autódromo situado en el término municipal de Tabernas (Almería). El motociclista Tito Rabat fue colaborador en el diseño del trazado.
Situado junto al circuito de Almería, al que complementa y con el que se puede unir, es un circuito que puede ser independiente de este y cuenta con sus propios boxes y paddock, además de un restaurante, hospital, sala de prensa y torre de control.

## Características
La versión completa del circuito cuenta con una anchura de 12 metros, una longitud máxima de 5 020 metros y una recta principal de 1 055 metros, catalogada como la más larga de España, y se rueda en sentido horario. Dispone de 17 curvas, ocho a izquierdas y nueve a derechas. Existen dos alternativas más cortas, de 4 o 2,2 km de longitud.

## Iberia Circuit
Al ubicarse uno junto al otro, la unión con el circuito de Almería forma lo que se conoce como Iberia Circuit. Esta conjunción suma un total de 9 220 metros y se publicita como el circuito permanente más largo de Europa El circuito de la Sarthe, de más de 13 km de longitud, es semipermanente; mientras que Nürburgring Nordschleife, con más de veinte kilómetros, es técnicamente una autopista de peaje.